# Alisa Galliamova
Alisa Mihailovna Galliamova (în rusă Алиса Михайловна Галлямова, în tătară Алисә Михаил кызы Галләмова, transliterat Alisä Mixail qızı Ğällämova; n. 18 ianuarie 1972 în Kazan) este o jucătoare rusă de șah, care deține titlurile FIDE de Maestru Internațional (IM) și Femeie Maestru (WGM). Ea a fost de două ori finalista Campionatului Mondial de Șah la feminin, în 1999 și 2006, și de trei ori câștigătoare a Campionatului de șah feminin al Rusiei (1997, 2009, 2010). Ea a fost cunoscută sub numele de „Alisa Galliamova-Ivanciuc” din 1993 până în 2001.
Ea a făcut parte din echipa Rusiei care a fost medaliată cu aur la Olimpiada de șah feminin din 2010 și din echipa Ucrainei care a câștigat Campionatul European de Șah în 1992.

## Cariera
Galliamova a câștigat Campionatul Mondial la junioare la categoria sub 16 ani în 1987 și 1988. În 1988 a câștigat și Campionatul Mondial de Șah pentru Juniori.
În decembrie 1997, ea a câștigat Turneul candidaților la titlul mondial la șah care s-a desfășurat la Groningen, Olanda. Ea trebuia să joace o partidă cu Xie Jun în august 1998, șahistă care a terminat pe locul secund, iar câștigătoarea acelui meci ar fi jucat în noiembrie 1998 cu Zsuzsa Polgar pentru finala Campionatului Mondial de Șah.
După ce meciul cu Xie Jun a fost programat, Galliamova a refuzat să se prezinte deoarece toate partidele s-ar fi jucat în China, țara natală a rivalei sale. Acest lucru s-a întâmplat deoarece China a fost singura țară care s-a oferit să găzduiască meciul. Galliamova ar fi dorit ca jumătate dintre partide să fie jucate în Kazan, Rusia, însă acest lucru nu a fost posibil deoarece oficialii ruși nu au furnizat fondurile necesare organizării partidei. Xie Jun a câștigat prin neprezentarea rusoaicei.
FIDE a programat apoi un meci între Xie Jun și Zsuzsa Polgar în noiembrie 1998. Totuși, Polgar a spus că nu poate juca deoarece este însărcinată. După ce Polgar a dat naștere unui fiu, Tom, în martie 1999, FIDE a încercat din nou să programeze un meci. Polgar a refuzat și de această dată, deoarece era în concediu de maternitate.
După eforturi repetate și eșuate de a organiza un meci care ar fi trebuit să aibă loc în 1998, FIDE a declarat că Polgar a renunțat la titlu și că acesta este vacant. FIDE a decis să o reprimească pe Galliamova în turneu și a organizat un meci între Xie Jun și Galliamova în cadrul Campionatului Mondial de Șah feminin din 1999. De această dată, Galliamova a acceptat să joace deoarece cerința ei inițială a fost îndeplinită; Rusia a organizat și finanțat jumătate din turneu. Partidele s-au ținut la Kazan, Rusia și Shenyang, China în august 1999, iar Xie Jun a câștigat cu 8.5 - 6.5.
În martie 2006, Galliamova a ajuns din nou în finala Campionatului Mondial de Șah feminin, unde a jucat cu Xu Yuhua.
În 2017 s-a clasat pe locul trei la Campionatul European de Șah feminin de la Riga.

## Viața personală
S-a născut dintr-un tată rus și o mamă tătară (Galliamova este numele de familie al mamei).
Galliamova a fost căsătorită cu marele maestru ucrainean Vasili Ivanciuk, unul din cei mai bine cotați șahiști din lume. Au divorțat în 1996.